# Norsk bjergværksdrift
Norsk bjergværksdrift udgør en stor del af Norges industrihistorie. Bjergværk er en primær næring, men forædlingsvirksomhed som smelteværk og værkstedindustri voksede op omkring minerne. Lokalt bar dermed virksomheden præg af industrivirksomhed.

## Middelalderen
De første spor af metaludvinding i Norge findes i Oslofeltet, hvor der sandsynligvis blev udvundet sølv og jern fra 1200- til 1500-tallet.
I middelalderen blev flere hundrede stenkirker opført for det meste af kalksten eller klæbersten. Blandt andet Nidarosdomen blev færdig i 1320.

## 1500-tallet
Den første ordinære minedrift med ordnede privilegier skete ved Gullnes Kobberværk i Telemark, hvor kong Frederik 1. i 1524 udstedte kongelige privilegier til biskop Mogens af Hamar. Driften varede til i 1537. Året efter tog kong Christian 3. kontakt med nogen tyske bjergværksfolk, og udstedte i 1538 de første mutingssedler (som måtte udstedes af bjergmesteren for, at ejendomsretten til fund skulle være gyldig) for Norge. I 1539 blev så den første bjergordning indført i Norge, med mutingssedler efter forbillede fra saksisk bjergret og i sin helhed skrevet på tysk.
Akersberg mine og minerne i Telemark er nævnt i Agricolas publikation i 1556. De første jernværker blev anlagte i 1540-tallet ved Fossum (Skien) 1542 og i Hakadal. Den første registrerede jernmine fra 1538 findes på Hadeland. En tid var der 18 små jernværker i drift fra en række små, rige forekomster på Syd- og Østlandet. Nogen af de vigtigste jernværker var Nes, Fossum, Ulefoss, Fritzøe, Bærum, Eidsvoll og Froland. De var baserede på trækulsmelting.
På Ytterøy i Trondheimsfjorden blev der udvunnet kobber allerede tidligt i 1500-tallet. 27. juli 1516 skrev ærkebiskop Erik Valkendorf, at han havde lokaliseret et "Kaaberbierg 8 store Miile fra Trundem". Det menes, at det drejer seg om kobberfeltet på Ytterøy.. Det var Christian 2., som fik ærkebiskop Erik Valkendorf til at lokalisere mineraler i Trøndelagsregionen.

## 1600-tallet
Kobber-forekomsterne i Trøndelag blev udnyttet fra begyndelsen af 1600-tallet. Kvikne kobberværk startede år 1630 som et af landets første kobberværker af nogen betydning. Senere kom der kobberværker på Røros Kobberværk i 1644, Løkken Værk i 1652, Selbu i 1713 og Folldal gruver i 1741.
Den første effektive masovn blev rejst ved Bærums Værk i 1622. Masovnen var den udløsende teknologiske faktor, som åbnede for jernværksdrift en række steder i Oslofeltet frem mod år 1700 og især i Arendalsfeltet.
Det betydelige sølvfund i Sandsvær i 1623 indvarslede et betydeligt fremskridt for bjergværksvirksomheden i Norge. Etableringen af Kongsberg Sølvværk og bjergstaden Konningsberg (Kongsberg) udviklede sig til landets største industrivirksomhed i førindustriel tid. Omfanget af driften gjorde byen til Danmark-Norges center for ekspertise i minedrift. Norges første højere uddannelsesinstitution blev oprettet på Kongsberg. Bergseminaret var Europas første institution for højere uddannelse i bjergværksteknik.
Hollænderne have behov for sten til udfyldninger langs havkysten og til stadig nye diger. Sten af god kvalitet (gnejs og granit) fandtes i rigelige mængder og passende størrelser i Norge og blev af naturlige og geografiske årsager hentet fortrinsvist i fjordene langs den sydlige kyst. Eksportmængden kan måske lidt anekdotisk belyses med udtrykket, at flere af de ældre byområder i Amsterdam blev sagt at ligge på norsk grund.
I 1675 blev der fundet kobberforekomster ved Åsterudtjern på Holleia i Ringerike, hvilket førte til regulær minedrift i området fra 1688 og frem over.

## 1700-tallet
Fra 1700-tallet og frem til årtusindskiftet var bjergværkerne en hjørnesten for bygdernes industri og Norges økonomi.
Fra 1737 til 1815 blev der brudt alunskifer ved Alunverket fra Ekebergskrænten i Oslo.
Fra 1753 blev der udvundet marmor i Lier ved Drammen, som blandt andet leverede sten til Marmorkirken i København. Den første betonkonstruktion i Norge var Farrisdammen i Larvik fra 1767.
I 1773 blev Blaafarveværket etableret som kongeligt værk. Værket udvandt kobolt.
I 1789 blev også minedriften ved Åsterudtjern på Holleia i Ringerike udvidet med blandt andet produktion af kobolt.

## 1800-tallet
Krisen under Napoleonskrigene førte til, at kongen måtte pantsætte Blaafarveværket til den svenske købmand Peter Wilhelm Berg. I 1821 blev værket solgt til et tysk-engelsk konsortium, som til sidst bestod af Benjamin Wegner og Wilhelm Christian Benecke Baron von Gröditzberg. Under Wegners ledelse udviklede værket sig frem til 1848 til Norges største industribedrift og verdens største producent af koboltblåt.
Efter bybranden i Hamburg i 1842 blev nordmarkitt fra Grefsen og Grorud i Christiania anvendt til kajer, broer, bygningssokler, trapper og til Oscarsborg fæstning. Fra 1870'erne var Iddefjordsgranit dominerende som bygningssten især til brolæging og gadeanlæg.
I 1840'erne og 50'erne blev der udvundet svovlkis fra Ytterøen miner til produktion af svovlsyre ved Leren Kromfabrikk i Trondheim. Dette projekt mislykkedes, men i 1848 fandt bjergmester Wilhelm Mathias Sinding en egnet metode, og produktion af svovlsyre kom i gang ved Lysaker Chemiske Fabrik i 1858. Flere svovlkisminer kom i drift: i 1865 på Vigsnes og senere på Varaldsøy og på Stord. Sulitjelma gruber kom i drift i 1888. I 1890'erne fulgte Kjøli og Killingdal nord for Røros og omkring 1900 Løkken Værk og Folldal gruver.
Lektor i mineralogi, proberkunst og fabriksanlæg ved Det Kongelige Fredriks Universitet i Christiania Theodor Scheerer publicerede i 1845 en mineralanalyse af et fund af magnetkis ved Åsterudtjern på Holleia i Ringerike i 1837, som viste sig at indeholde 2,8% nikkel. Scheerer var også hyttemester ved Blaafarveverket, hvor malm med kobolt var udvundet siden 1773. I 1800-tallet fik koboltproduktionen et opsving, og efterhånden kom også nikkelminer i drift: Ringerike Nikkelverk, senere i Bamble, Askim, Sigdal, Evje og til sidst Senja og Skjækerdalen.
Leeren Chromfabrik ved Lerfossen i Trondheim startede produktion af kromfarver i 1837. Wilhelm Dunker i Christiania fandt i 1817 en metode til dette. Malm med kromførende serpentinit blev for det meste hentet fra Feragenfeltet ved Røros og Alvdal.
I midten af 1800-tallet blev et stort antal apatit-forekomster fundet og udnyttet i Kragerø-området. Fosfatmalmen blev brugt til produktion af gødning. I 1872 blev apatitforekomster fundet i Ødegården i Bamble.

## 1900-tallet
Norsk Jernværk blev etableret i 1946 og startede drift på magnetit og hematit i Mo i Rana i 1964 på malm fra Dunderlandsdalen. Aktieselskabet Sydvaranger blev oprettet i 1907 og blev efterhånden Norges største bjergværk.
I begyndelsen af 1900-tallet blev der brudt titanmalm i Kragerøfeltet. Den første tid var det rutil fra blandt andet Blåfjell gruver i Sogndal, men i 1916 blev der udviklet en metode for ilmenit. Storgangen i Egersundfeltet gav store mængder ilmenit, og i 1954 blev Tellnes-forekomsten fundet og sat i produktion i 1960. A/S Titania udvinder fortsat denne forekomst.
I begyndelsen af 1900-tallet blev en række molybden-forekomster, især i Flekkefjord-området sat i produktion: Kvina og Knaben, og i Telemark: Dalen og Bandaksli. Udvindingen fra disse forekomster faldt efter 2. verdenskrig mest fordi, der var andre felter i verden, som var lettere at udnytte og dermed økonomisk lønsomme. Pr. 2008 var der igangsat begrænset drift i det gamle dagbrud på Knaben.
På Svalbard blev det igangsat industriel brydning af stenkul i årene frem mod 1. verdenskrig. Store Norske Spitsbergen Kulkompani blev stiftet i 1916.
I 1931 blev det bygget et smelteværk i Thamshavn, hvor svovl blev udvunnet direkte fra svovlkis.
Fra 1950'erne blev en række kis- og kobberforekomster sat i produktion: Bleikvassli, Skorovas, Tverrfjellet, Bidjovagge, Joma, Lergruvbakken på Røros og Repparfjord.
I 1988 startede Nikkel & Olivin A/S udvindelse af norit i Ballangen i Nordland for udvinding af nikkel, kobber, olivin og puk.
I dag udgør natursten den største andel af indtægterne fra bjergværksvirksomheden. Larvikit blev brudt fra 1880-erne og udgør nu størstedelen af dette. Videre brydes granit fra Iddefjord, Flisa og Trysil. Skifer brydes på Otta og i Oppdal. I Trøndelag og Nordland giver marmor størst eksportindtægt. I Alta brydes kvartsskifer. I Hellvik, mellem Egersund og Sirevåg, udvindes kvitsten i form af labradorit, som knuses til singel og eksporteres til flere lande, hvor den anvendes til vejbelægning (hvid asfalt) og i bygningsindustrien.
Det meste af kalkstenen i Norge går til cementproduktion. Frantzefoss Bruk A/S udvinder kalk i Brevik og Bærum. I Møre og Romsdal produceres Hustad-kalk. Videre produceres kalk i Verdal i Trøndelag, og i Nordland produceres kalk fra Drevja i syd til Kjøpsvik i nord. Norsk Jernverk driver også et kalkbrud i Mo i Rana.
A/S Olivin blev oprettet i 1948 og startede udvinding af olivin (dunit) i Vanylven.
Kvarts og feltspat med høj renhed til porcelænproduktion er blevet udvundet på begge sider af Oslofjorden siden 1700-tallet. Pegmatit-gange giver råstof til blandt andet Porsgrunds Porselænsfabrik, som blev oprettet i 1885. De senere år anvendes i stedet nefelinsyenit til keramisk industri. På Stjernøy i Troms startede North Cape Minerals produktion i 1961.